# Hauptkrümmung
Hauptkrümmung ist ein Begriff aus der Differentialgeometrie. Jedem Punkt einer Fläche im dreidimensionalen euklidischen Raum {\displaystyle \mathbb {R} ^{3}} werden zwei Hauptkrümmungen zugeordnet.

## Definition
Gegeben sei ein Punkt einer regulären Fläche im {\displaystyle \mathbb {R} ^{3}}. Jeder Tangentialrichtung, also jeder Richtung, die ein Tangentialvektor in diesem Punkt annehmen kann, wird die Normalkrümmung zugeordnet: Man versteht darunter die Krümmung der ebenen Kurve, die sich durch einen Normalschnitt ergibt, also durch einen Schnitt der gegebenen Fläche mit der durch den Flächennormalenvektor und die gegebene Tangentialrichtung bestimmten Ebene. Den Minimalwert und den Maximalwert dieser Krümmungen bezeichnet man als die beiden Hauptkrümmungen {\displaystyle k_{1}} und {\displaystyle k_{2}}. Die zugehörigen Tangentialrichtungen nennt man Hauptkrümmungsrichtungen.

## Beispiele

Sattelfläche mit den Normalenebenen in Richtung der Hauptkrümmungen

- Bei einer Kugel mit Radius {\displaystyle r} stimmen in jedem Punkt die beiden Hauptkrümmungen überein: {\displaystyle k_{1}=k_{2}=1/r}
- Gegeben sei die gekrümmte Mantelfläche eines geraden Kreiszylinders mit Grundkreisradius {\displaystyle r}. In diesem Fall haben die Hauptkrümmungen in jedem Punkt der Mantelfläche die Werte 0 (Tangentialrichtung parallel zur Achse des Zylinders) und {\displaystyle 1/r} (Tangentialrichtung senkrecht zur Achse des Zylinders).
- Entsprechendes gilt für Kegel und allgemeiner für abwickelbare Flächen (Torsen).
- Gegeben sei ein Ellipsoid mit den Halbachsen {\displaystyle a}, {\displaystyle b} und {\displaystyle c}. In den Endpunkten (Scheitelpunkten) der Halbachse {\displaystyle a} sind die Hauptkrümmungen gleich {\displaystyle a/b^{2}} und {\displaystyle a/c^{2}}.

## Eigenschaften
- Die beiden Hauptkrümmungen sind die Eigenwerte der Weingartenabbildung.
- Stimmen die beiden Hauptkrümmungen überein, so ist jede Tangentialrichtung Hauptkrümmungsrichtung. Andernfalls gibt es zu jeder der beiden Hauptkrümmungen genau eine Hauptkrümmungsrichtung. Die beiden sind zueinander senkrecht.
- Schränkt man die zweite Fundamentalform auf den Einheitskreis in der Tangentialebene ein, dann hat die resultierende Funktion die Hauptkrümmungen als Extremwerte.
- Die gaußsche Krümmung {\displaystyle K} ist das Produkt der Hauptkrümmungen: {\displaystyle K=k_{1}k_{2}}
- Die mittlere Krümmung {\displaystyle H} ist das arithmetische Mittel der Hauptkrümmungen: {\displaystyle H={\tfrac {1}{2}}(k_{1}+k_{2})}
- Sind die gaußsche Krümmung {\displaystyle K} und die mittlere Krümmung {\displaystyle H} bekannt, so ergeben sich die Hauptkrümmungen {\displaystyle k_{1,2}} als Lösungen der quadratischen Gleichung

{\displaystyle k^{2}-2Hk+K\,=\,0}.
- Für jede Tangentialrichtung lässt sich die Normalkrümmung {\displaystyle k_{n}} durch die beiden Hauptkrümmungen ausdrücken:

{\displaystyle k_{n}\,=\,k_{1}\cos ^{2}\epsilon +k_{2}\sin ^{2}\epsilon }   (Satz von Euler)
Hierbei bezeichnet {\displaystyle \epsilon } den Winkel zwischen der gegebenen Tangentialrichtung und der zu {\displaystyle k_{1}} gehörigen Tangentialrichtung.

## Klassifizierung von Flächenpunkten
Ein Punkt einer Fläche heißt
- elliptischer Punkt, wenn {\displaystyle k_{1}\cdot k_{2}>0} ist, also wenn beide Hauptkrümmungen dasselbe Vorzeichen haben;
- hyperbolischer Punkt, wenn {\displaystyle k_{1}\cdot k_{2}<0} ist, also die Vorzeichen entgegengesetzt sind;
- parabolischer Punkt, wenn genau eine der beiden Hauptkrümmungen Null ist;
- Flachpunkt, wenn {\displaystyle k_{1}=k_{2}=0} gilt;
- Nabelpunkt, wenn {\displaystyle k_{1}=k_{2}} gilt.
Dazu gehören auch alle Flachpunkte. Nabelpunkte, die keine Flachpunkte sind, gehören zu den elliptischen Punkten und werden auch eigentliche Nabelpunkte genannt.

Zusammenhängende reguläre Flächen, die ganz aus Nabelpunkten bestehen, sind Teilmengen einer Ebene oder einer Kugeloberfläche.
Nach der Gaußschen Krümmung:
- In elliptischen Punkten ist die gaußsche Krümmung positiv ({\displaystyle K>0}). Dies ist der Fall, wenn die Mittelpunkte der Krümmungskreise der Normalschnitte durch beide Hauptrichtungen auf derselben Seite der Fläche liegen, z. B. auf der Oberfläche eines Ellipsoids oder anschaulicher bei doppelt gekrümmten Flächentragwerken wie Kuppeln.
- In hyperbolischen Punkten liegen die Mittelpunkte der beiden (Haupt-)Krümmungskreise dagegen auf unterschiedlichen Seiten der Fläche wie bei einer Sattelfläche. Die gaußsche Krümmung ist dort negativ ({\displaystyle K<0}).
- In parabolischen Punkten, wie z. B. auf einer Zylinderoberfläche, oder in Flachpunkten ist die gaußsche Krümmung gleich Null ({\displaystyle K=0}).

Nach der Dupinschen Indikatrix:
Die Dupinsche Indikatrix ist:
- in einem elliptischen Punkt eine Ellipse (in einem elliptischen Nabelpunkt ein Kreis),
- in einem hyperbolischen Punkt eine Hyperbel und
- in einem parabolischen Punkt ein Paar paralleler Geraden.

Sind auf einer offenen Umgebung {\displaystyle U} eines Punktes {\displaystyle p} zwei Vektorfelder gegeben, die in {\displaystyle p} linear unabhängig sind, so gibt es eine Parametrisierung einer Umgebung {\displaystyle V\subset U} von {\displaystyle p}, so dass die Vektorfelder tangential zu den Koordinatenlinien sind. Ist {\displaystyle p} kein Nabelpunkt, so gibt es also eine Parametrisierung einer Umgebung, so dass die Koordinatenlinien Krümmungslinien sind, d. h. tangential zu den orthogonalen Hauptrichtungen sind. (In einem Nabelpunkt ist jede Richtung Hauptrichtung.) In der Umgebung eines hyperbolischen Punktes gibt es stets eine Parametrisierung, so dass die Koordinatenlinien Asymptotenlinien sind, also verschwindende Normalkrümmung haben.